# Леопольд IV
Леопольд IV (нім. Leopold IV; 1371, Відень — 3 червня 1411, Відень) — герцог Австрії у 1386—1411 роках з Леопольдинської лінії династії Габсбургів.

## Ранні роки
Леопольд IV був старшим сином австрійського герцога Леопольда III й Вірідіс Вісконті, принцеси Міланської. Після загибелі батька у 1386 році австрійський престол успадкували Леопольд IV та його старший брат Вільгельм. Спочатку брати правили спільно, однак вже у цей час Леопольд IV відповідав, головним чином, за управління Передньою Австрією, включаючи й габсбурзькі володіння в Ааргау та інших областях північної Швейцарії, та в цій якості боровся зі швейцарськими кантонами, що прагнули до незалежності від Австрії. У 1394 році, після чергової поразки Габсбургів, Леопольд IV та його опікун австрійський герцог Альбрехт III визнали фактичну самостійність Швейцарської конфедерації.

## Коротка біографія
У 1396 році Вільгельм та Леопольд IV розділили між собою родові володіння Леопольдинської лінії Габсбургів: перший отримав Штирію, Каринтію та Крайну (Внутрішня Австрія), а Леопольд IV став правителем Тіролю й Передньої Австрії (Форарльберг і території в Швабії, Ельзасі й Швейцарії). Однак молодші брати Леопольда й Вільгельма також почали зазіхати на долю у спадщині Габсбургів. У 1402 році Ернст і Фрідріх IV були визнані герцогами, а після смерті Вільгельма у 1406 році було здійснено новий розподіл австрійських володінь: Ернст отримав Штирію, Фрідріх IV — Тіроль, а Леопольд IV як глава габсбурзького дому зберіг за собою Передню Австрію і надбав Каринтію та Крайну. Більше того, Леопольда IV було визнано опікуном юного Альбрехта V, правителя власне герцогства Австрія на Дунаї.
Незважаючи на розподіл габсбурзьких земель, конфлікти між братами тривали. У центрі суперечок опинилось питання володіння Віднем — столицею та найбагатшим містом Австрійської монархії. Претензії на Відень висунув Ернст, молодший брат Леопольда IV. Між ними розгорнулась жорстка боротьба за владу в місті, причому Ернст спирався на віденський патриціат, а Леопольда IV підтримували цехи. У 1408 році патриції Відня стратили прибічників Леопольда IV з майстрів ремісничих цехів, однак місто захопили війська Леопольда, який у свою чергу влаштував страту прихильників Ернста, в тому числі й бургомістра столиці.
У 1410 році до австрійських земель вторглась армія Йоста Моравського, що претендував на престол Священної Римської імперії: Леопольд IV виступив на боці його супротивника Сигізмунда Люксембурзького, короля Угорщини. В результаті цього вторгнення нижньоавстрійські землі були сильно пограбовані. Продовженню війни, однак, завадила смерть герцога Леопольда у 1411 році.

## Шлюб
- (1393) Катерина Бургундська (1378—1425), дочка Філіпа II, герцога Бургундії

Дітей Леопольд IV не мав.